# Porsche 992
O 992 é a oitava geração do Porsche 911 produzida desde 2019.

## Descrição
Substitui o Porsche 991. A apresentação oficial do modelo ocorreu no Porsche Experience Center em Los Angeles em 27 de novembro de 2018.
O 992 usa uma suspensão dianteira com suporte McPherson e uma suspensão traseira com vários elos. O 992 ampliou os arcos das rodas traseiras em todas as versões (não presentes em todas as variantes do 991) e nas rodas de 19 polegadas.
Comparado à geração anterior, é mais largo que 45 mm e usa um corpo de alumínio. No exterior, caracteriza-se pelas maçanetas das portas retráteis, pelo spoiler traseiro retrátil e pelos faróis dianteiros e traseiros de LED, sendo este último composto por uma barra de luz que se estende em comprimento. Os interiores também mudaram, com o painel agora totalmente digital, consistindo em dois displays digitais de 7 polegadas com o tacômetro analógico no centro, abandonando a instrumentação clássica de 5 elementos.
O equipamento padrão inclui uma tela de 10,9 polegadas que funciona como um sistema de navegação e multimídia, uma transmissão de dupla embreagem de 8 velocidades (sem necessidade de transmissão manual) e vários sistemas de assistência ao motorista. Além disso, é introduzido um novo modo de condução chamado "Wet Mode", que utiliza sensores acústicos colocados nos arcos das rodas para detectar se o asfalto está molhado e ajusta o controle de estabilidade e a posição da asa traseira, para tornar o carro menos responsivo e mais estável.
Os motores, todos turboalimentados, são 6 cilindros boxer equipados com injetores piezoelétricos e um sistema de admissão revisado.
As versões de estreia são o Carrera S e o Carrera 4S, exibidos no Los Angeles Auto Show 2018, seguido em janeiro pela variante conversível. Este motor de 2.981 cc desenvolve 450 cv e 530 Nm de torque.